# Boissy-le-Bois
Boissy-le-Bois korábbi község Franciaországban, Oise megyében. Lakosainak száma 187 fő (2018. január 1.). Boissy-le-Bois Bachivillers, Chaumont-en-Vexin, Énencourt-le-Sec, Fay-les-Étangs, Fleury, Hardivillers-en-Vexin és Loconville községekkel határos.
2019. január 1-jén Énencourt-le-Sec és Hardivillers-en-Vexin korábbi községgel egyesült és az így létrejött La Corne-en-Vexin új község része lett.

## Népesség
A település népességének változása:
| Lakosok száma | 195  | 194  | 196  | 196  | 187  |
|               | 2013 | 2015 | 2016 | 2017 | 2018 |